# سیاه‌کوه (فریدون‌شهر)
سیاهکوه کوهی در دهستان پشتکوه موگویی شهرستان فریدون‌شهر در ۲۰ کیلومتری باختر شمالی فریدون‌شهر، شمال روستای دربند با ارتفاع ۳۲۵۰ متر قرار دارد.